# شهرستان پیکت (تنسی)
شهرستان پیکت، تنسی (به انگلیسی: Pickett County, Tennessee) یک سکونتگاه مسکونی در ایالات متحده آمریکا است که در تنسی واقع شده‌است.

## خصوصیات
شهرستان پیکت ۴۵۳٫۲۵ کیلومترمربع مساحت دارد.